# Agnaptos
Agnaptos (altgriechisch Ἀγνάπτος) war ein griechischer Architekt, der in hellenistischer oder römischer Zeit im Zeusheiligtum in Olympia tätig war.
Er erbaute eine nach ihm benannte monumentale Säulenhalle im südöstlichen Teil der Altis südlich des Stadions. Sie stellte den Hintergrund der von Kleoitas im 5. Jahrhundert v. Chr. entwickelten Anlage mit den „Startboxen“ des Hippodroms dar, zugleich diente sie als dessen Einfahrtsfront.
Reste der Anlage konnten archäologisch nicht nachgewiesen werden. Da es zudem weder weitere literarische Angaben zur Säulenhalle noch Angaben zur räumlichen Zuordnung der Startanlage zum übrigen Hippodrom gibt, bleibt das konkrete Ausmaß der Halle unklar.